# Antonio Orefice
Pour les articles homonymes, voir Orefice.
Antonio Orefice (ou Arefece ou Orefici ; né vers 1685 et décédé vers 1727) est un compositeur italien.

## Biographie
On connaît très peu de choses sur sa biographie. C'est ainsi que la date de naissance et celle de la mort, de même que les lieux de ces événements ne sont pas connus. On sait qu'il a étudié le droit et qu'en même temps, il a également reçu une éducation musicale. Il fait ses débuts comme compositeur d'opéra au Teatro San Bartolomeo avec le drame musical Il Maurizio et l'année suivante est représenté son premier opéra comique en napolitain au Teatro dei Fiorentini, qui, après avoir obtenu beaucoup de succès, lui a permis d'avoir accès pendant longtemps à cette scène (mais aussi dans d'autres villes). Ses autres opéras, tous en napolitain, sauf un, Il gemino amore (1718). Le 15 octobre 1724, Lo Simmele a inauguré le Teatro Nuovo de Naples. Faisant partie de sa famille, on se souvient aussi d'un certain Anastasio Orefice, également compositeur et probablement le fils ou le frère d'Antonio.
Peu de choses subsistent de la musique d'Antonio  Orefice. Son œuvre la plus importante qui survit encore est la première moitié du drame Engelberta, ossia La forza dell'innocenza, écrit en collaboration avec Francesco Mancini. En outre, nous avons sept arias de son opéra-comique Le fente zingare (1717), la plus ancienne musique survivante d'un opéra comique en napolitain.

## Opéras
- Il Maurizio (dramma per musica, livret de N. Minato et A. Morselli, 1708, Naples)
- Patrò Calienno de la Costa (opera buffa, livret de A. Marcotellis, 1709, Naples)
- Engelberta, ossia La forza dell'innocenza (1er acte et une partie du 2e acte) (dramma per musica, livret de Apostolo Zeno et Pietro Pariati, 1709, Naples)
- La Camilla (opera buffa, 1710, Naples)
- La pastorella al soglio (dramma per musica, livret de G. C. Corradi, 1710, Naples)
- Circe delusa (dramma, livret de G. A. Falier, 1713, Naples)
- La Caligula delirante (dramma per musica, livret de Gisberti, 1713, Naples)
- Lo finto Armeneo (opera buffa, livret de F. A. Tullio, 1717, Naples)
- Le fente zingare (opera buffa, livret de F. A. Tullio, 1717, Naples)
- Le fente pazza co la fente malata (opera buffa, livret de F. A. Tullio, 1718, Naples)
- Il gemino amore (opera buffa, livret de F. A. Tullio, 1718, Naples)
- Chi la dura la vince (opera buffa, livret de M. del Zanca, 1721, Naples)
- La Locinna (tragicommedia per musica in 3 atti, livret de F. A. Tullio, 1723, Naples) au Teatro Nuovo
- Lo Simmele (commedia per musica in 3 atti, livret de B. Saddumene, 1724, Naples) au Teatro Nuovo
- L'annore resarciuto (opera buffa, livret de N. Gianni, 1727, Naples)
- La vecchia trammera (opera buffa, livret de F. A. Tullio, 1732, Naples; en collaboration avec Leonardo Leo)
- La Rosilla (opera buffa, livret de F. Oliva, 1733, Naples; en collaboration avec Leonardo Leo)
- La finta pellegrina (opera buffa, livret de F. Oliva, 1734, Naples; en collaboration avec Domenico Sarro)
- Psiche reintegrata nella grazia di Venere (livret de A. Birini)

## Source de la traduction
- (it) Cet article est partiellement ou en totalité issu de l’article de Wikipédia en italien intitulé « Antonio Orefice » (voir la liste des auteurs).